# Siphocampylus andinus
Siphocampylus andinus är en klockväxtart som beskrevs av Nathaniel Lord Britton. Siphocampylus andinus ingår i släktet Siphocampylus och familjen klockväxter.
Artens utbredningsområde är Bolivia. Inga underarter finns listade i Catalogue of Life.